# Les Basques
Les Basques è una municipalità regionale di contea (RCM) del Canada, localizzata nella provincia del Québec, nella regione di Bas-Saint-Laurent.
Il suo capoluogo è Trois-Pistoles.